# Náhuatl de la Sierra Norte de Puebla
El Náhuatl del noreste central llamado más comúnmente Náhuatl del norte de Puebla o también como Náhuatl de Acaxochitlán (autodenominación: masehual, macehual, macegual o maseual) es una variante del náhuatl central posiblemente establecido a raíz de la expansión mexica hacia la zona huasteca. 
Es hablado en el municipio de Acaxochitlán junto con el estado de Hidalgo y en el estado de Puebla en los municipios de Chiconcuautla, Honey, Huauchinango, Jopala, Juan Galindo, Naupan, Pahuatlán, Tlaola, Tlapacoya, Xicotepec, Zihuateutla. El grupo nahua que hablan esta lengua se denomina maseualmej.
Se encuentra contigua a otras variantes del náhuatl pero de origen oriental, es decir, un habla que evolucionó independiente varios siglos antes, en esencia es vista la región como donde coexisten dos variantes, el INALI lo divide además en cuatro dialectos y Ethnologue lo divide en tres. El INALI en base al censo general del 2000 calcula el número de sus hablantes en 71,040.

## Antecedentes

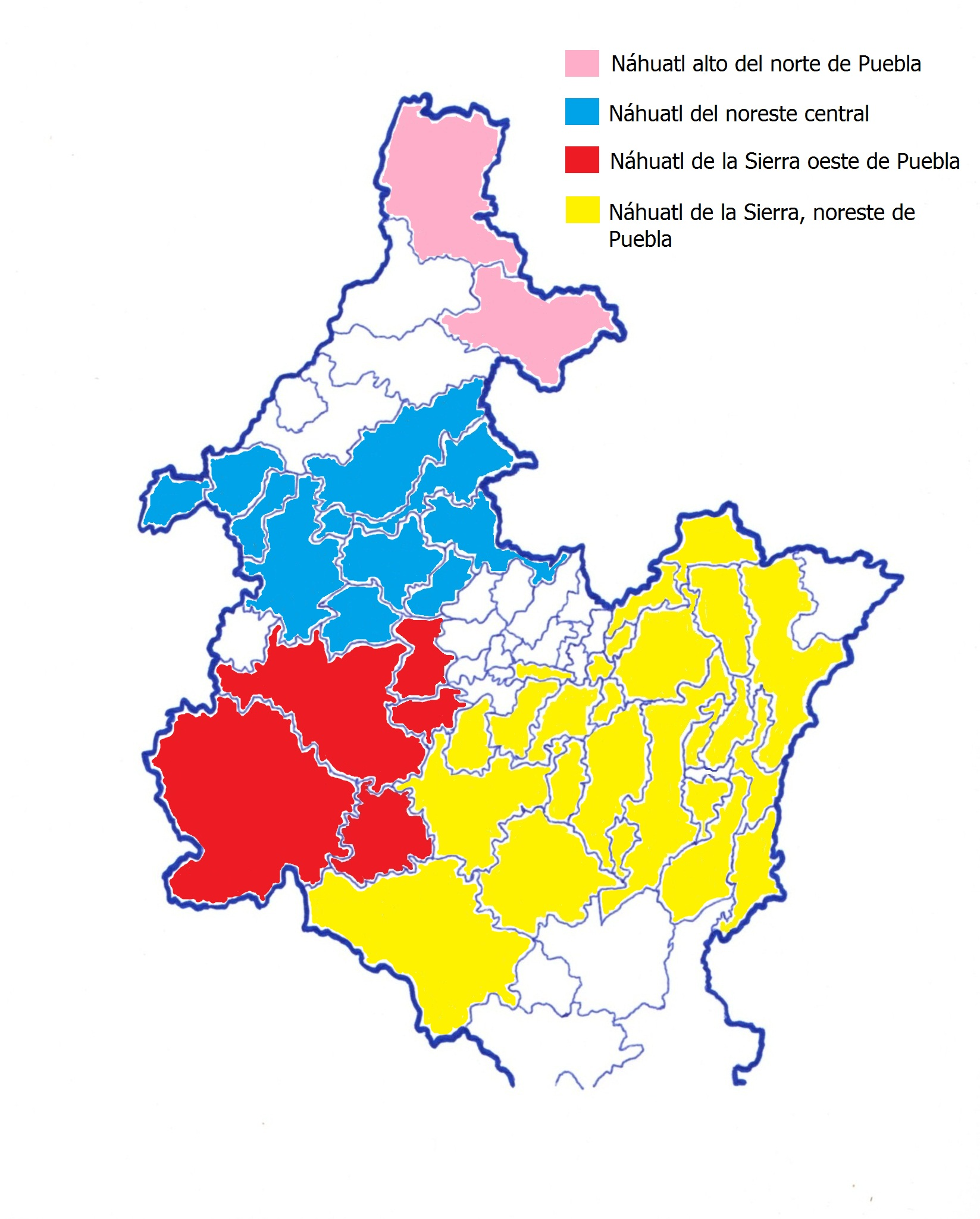
Mapa del norte de Puebla donde aparece en azul el Náhuatl del noreste central

Después de la invasión española se establecieron encomiendas que no prosperaron sin embargo la cultura ibérica se fue imponiendo hasta formar el sincretismo (sobre todo religioso) que sobrevive hasta nuestros días.
La topografía serrana jugó un papel determinante para mantener un aislamiento que permitió que sobreviviera la lengua hasta mediados del siglo XIX cuando acontece un proceso de despojamiento de tierras por parte de ganaderos y cafetaleros latifundistas que invaden la zona, sin embargo los nahuas continúan siendo dominantes en cuanto a número de hablantes y productivamente hasta los años cuarenta.
El ingreso del “progreso” por medio de la proporción de servicios, carreteras, luz, hospitales, conlleva una nueva oleada de mestizos llamados localmente “coyotlakame” (hombres coyotes) quienes toman los puestos públicos y administrativos, creando una cultura de racismo que afecta la autoestima indígena provocando recelo en los nativos hacia los mestizos.
Es poco el interés prestado a la lengua durante la época colonial y gran parte del periodo independiente; es a partir del esfuerzo del Instituto Lingüístico de Verano que la zona es visitada para recopilar información y conocer la variante local. A partir de 1953 y hasta 1976 Earl Brockway vivió en Tlaxpanaloya, municipio de Naupan, desde donde visitaba otras comunidades. De entre sus publicaciones destaca “North Puebla Nahuatl” (1979) y “Diccionario náhuatl del norte del estado de Puebla” (2010, en coautoría). En 1980 Yolanda Lastra registra el habla del pueblo de Acaxochitlán, Hidalgo, que es parte de esta variante.

## Fonología
Esta variante comparte muchas de las características del náhuatl clásico, tiene vocales cortas y largas; se presenta el ensordecimiento de algunas aproximantes como /l/ y /w/ o la nasal /n/ al final de palabra, sin embargo ha evolucionado la /l/ geminada (o doble “ele”) a consonante simple, teniendo el absolutivo en –i y –e en lugar del clásico –li.
Se marca la diferencia entre saltillo (oclusiva glotal) escrito /`/ o /Ɂ/ y la fricativa glotal escrita /h/, con un sonido de jota suave. También se presentan casos de distensión vocálica que provocan que una oclusiva precedente se trasforma en un alófono, como k+k da -hk- o kw+k da también -hk-.

## Gramática
De las características más notables es la ausencia de marca del pasivo, este se da a entender por medio de construcciones con tepampa (te- prefijo objeto impersonal animado; -pampa partícula causal) y por medio del reflexivo; además el reflexivo en todas las personas es mo-. El plural de los sustantivos comunes es -ten y men en lugar de -tin o -meh, esto debido a una apertura de la vocal “i” a “ɛ”. El prefijo posesivo de segunda plural es nam- (en el clásico es am-). Algunas partículas y afijos que sobreviven en la región y no en otras partes lo colocan en las variantes centrales, como ejemplo tenemos -tech y sel-.
Con el apoyo de la SEP se ha ido implantado el sistema de escritura mejorada de la lengua que utiliza "k" y "w", en oposición al sistema tradicional que usa "c", "qu", "hu", "uh". Incluso los mismos hablantes buscan escribir la diferencia entre vocales cortas y largas.

## Literatura
Como ejemplo tomamos el siguiente diálogo:

Susana: waiwilowas asta ipan tlayuwilistli wan después titetlamakaske titsiwaske si’ton tlakwale para titetlamakaske onkan tiaske tipasalotiwe ompa iktlatsintla.

Daniel: ¿wan niman?
Susana: onkán tikchiwatiwe ome yiyi tonali onkán tiwalaske nikan wan niman oksepa titlakwaske onkan wiwilowas techa.
Daniel: inon tonali walwilowas in tokompadrito Mino de nikan.
Susana: también titelwitiwe ma techakompañarolo.
Daniel: para te’wan tikisaxke sansekni titlakwaske.
Susana: aha. Te’wan titlakwaske.
Daniel: wan tokompadre Martín de Tolan también.
Susana: wan tokompadritos de Tulansingo telwiske.
Daniel: telwiske chikweyi tonalle antes para wawalwilowas nochi
tla:katl nikan nesentlalilo seki itech in kale.
Susana: ihkón titelwiske para ma nesesentlalilo.
Daniel: wan niman tikanatiwe chi’to nekwatl asta nepa Sigilu’can.

Susana: ompa kachi welik kachi welik in pulke wan kachi tikoniske ompa porque kachi welik.
 Lastra, Yolanda. Náhuatl de Acaxochitlán, p- 31-32, 1980.

Traducción:

Susana: Van a venir hasta el día de la Semana Santa y después les vamos a dar de comer. Haremos un poco de comida para darles de comer. Luego vamos a pasear allá abajo.

Daniel: ¿Y luego?
Susana: Luego vamos a hacer eso dos o tres días luego vendremos aquí y luego otra vez comemos y luego ya se van para su casa.
Daniel: Ese día va a venir nuestro compadrito Maximino de aquí.
Susana: También les vamos a decir para que nos vengan a acompañar.
Daniel: Para que comamos todos juntos.
Susana: Sí, vamos a comer.
Daniel: Y nuestro compadre Martin de Tulancingo también.
Susana: Y les diremos a nuestros compadritos de Tulancingo.
Daniel: Les diremos ochos días antes para que vengan todos, que aquí se junten algunos en la casa.
Susana: Así les vamos a decir para que se junten.
Daniel: Y luego vamos a traer un poco de bebida hasta Singuilucan.

Susana: Allá es más sabroso, más sabroso el pulque y beberemos más allá porque es más sabroso.

## Sociedad y cultura
El aislamiento de la zona ha permitido la sobrevivencia de muchas tradiciones de origen prehispánico, como la concepción de un universo con división tripartita: ilwikak (el cielo), tlaltikpaktli (la superficie terrestre) y Tlalitek (el inframundo, también conocido como Miktla). Gran parte de su conocimiento de tradición oral está siendo recopilado y documentado.
El sentir religioso se manifiesta por medio de la entrega de ofrendas para propiciar el equilibrio entre las fuerzas de la naturaleza y el hombre. La creencia de los “aires” (yeyekatl) también sobrevive, los cuales se clasifican en tres tipos: 1) los fenómenos atmosféricos, 2) los entes etéreos y 3) los que provocan las enfermedades.
La población total de hablantes de náhuatl de la Sierra Norte de Puebla es de 218 083; esta se distribuye en cuatro zonas: 1) bocasierra donde se da el cultivo de manzana, ciruela, pera, durazno, aguacate; 2) la zona cafetalera; 3) la zona baja donde cultivan cítricos como mandarina, naranja, toronja, lima, además de frutas tropicales como papaya, piña, mamey; 4) la zona del declive austral semi-desértica, donde se ubican haciendas productoras de cebada y trigo, además de ranchos ganaderos.
Aunque en los centros rectores se da un gran desplazamiento de las lenguas vernáculas por el castellano, la Secretaría de Educación Pública ha implementado la educación bilingüe con énfasis los tres primeros años de primaria en su lengua materna. Esta institución por medio del INEA promueve a la vez la educación entre los adultos cuyos materiales están disponibles en línea.